# Palm Coast
Palm Coast és una població dels Estats Units a l'estat de Florida. Segons el cens de l'1 de juliol de 2006 tenia 68.013 habitants.

## Demografia
Segons el cens del 2000, Palm Coast tenia 32.732 habitants, 13.628 habitatges, i 10.534 famílies. La densitat de població era de 249,2 habitants/km².
Dels 13.628 habitatges en un 22,4% hi vivien nens de menys de 18 anys, en un 66,6% hi vivien parelles casades, en un 8,1% dones solteres, i en un 22,7% no eren unitats familiars. En el 18,6% dels habitatges hi vivien persones soles l'11,9% de les quals corresponia a persones de 65 anys o més que vivien soles. El nombre mitjà de persones vivint en cada habitatge era de 2,38 i el nombre mitjà de persones que vivien en cada família era de 2,68.
Per edats la població es repartia de la següent manera: un 18,5% tenia menys de 18 anys, un 4,6% entre 18 i 24, un 19,7% entre 25 i 44, un 26,9% de 45 a 60 i un 30,2% 65 anys o més.
L'edat mediana era de 51 anys. Per cada 100 dones de 18 o més anys hi havia 87,6 homes.
La renda mediana per habitatge era de 41.570 $ i la renda mediana per família de 45.818 $. Els homes tenien una renda mediana de 31.976 $ mentre que les dones 24.637 $. La renda per capita de la població era de 21.490 $. Entorn del 5,6% de les famílies i el 7,5% de la població estaven per davall del llindar de pobresa.

## Poblacions més properes
El següent diagrama mostra les poblacions més properes.